# 2010년 FIVB 세계 여자 배구 선수권 대회
2010년 FIVB 세계 여자 배구 선수권 대회는 2010년 10월 29일부터 11월 14일까지 일본에서 열린 16번째 FIVB 세계 여자 배구 선수권 대회이다.

## 최종 순위
| 순위 | 팀              |
| ---- | --------------- |
| 1    | 러시아          |
| 2    | 브라질          |
| 3    | 일본            |
| 4    | 미국            |
| 5    | 이탈리아        |
| 6    | 튀르키예        |
| 7    | 독일            |
| 8    | 세르비아        |
| 9    | 폴란드          |
| 10   | 중화인민공화국  |
| 11   | 네덜란드        |
| 12   | 쿠바            |
| 13   | 대한민국        |
| 13   | 태국            |
| 15   | 체코            |
| 15   | 페루            |
| 17   | 도미니카 공화국 |
| 17   | 코스타리카      |
| 17   | 크로아티아      |
| 17   | 푸에르토리코    |
| 21   | 알제리          |
| 21   | 카자흐스탄      |
| 21   | 캐나다          |
| 21   | 케냐            |

| 2010 FIVB 세계 여자배구 선수권 대회 |
| ----------------------------------- |
| 러시아 7번째 우승                   |

## 개인상
- 최우수선수 -  예카테리나 가모바

## 같이 보기
- 2010년 FIVB 세계 남자 배구 선수권 대회